# Lise Meloche
Lise Marie Meloche, po mężu McMahon (ur. 19 kwietnia 1960 w Ottawie) – kanadyjska biathlonistka. Jej największym sukcesem było zajęcie trzeciego miejsca w klasyfikacji generalnej Pucharu Świata w sezonie 1985/1986. W cyklu Pucharu Świata 4 razy wygrała zawody, a 7 razy stała na podium. Najlepszy indywidualny wynik na Zimowych Igrzyskach Olimpijskich osiągnęła w 1994 r., kiedy zajęła 18. miejsce podczas Igrzysk w Lillehammer. Na mistrzostwach świata jej najlepszym wynikiem było 6. miejsce w sprincie na Mistrzostwach Świata w Oslo.